# فهردین حسنی
فهردین حسنی (انگلیسی: Fahardine Hassani؛ زادهٔ ۷ نوامبر ۱۹۹۳) بازیکن فوتبال اهل اتحاد قمر است.
وی همچنین در تیم ملی فوتبال اتحاد قمر بازی کرده‌است.